# 121
Het jaar 121 is het 21e jaar in de 2e eeuw volgens de christelijke jaartelling.

## Gebeurtenissen

### Italië
- In Rome geeft keizer Hadrianus opdracht voor de bouw van de Tempel van Venus en Roma op de Velia heuvel.

### Europa
- Hadrianus maakt een inspectiereis langs de Rijngrens (Limes) en wordt vergezeld door zijn vrouw Vibia Sabina. In het land van de Cananefaten (Nederland) bezoekt hij het Municipium Aelium Cananefatium en hernoemt de stad tot Forum Hadriani (Voorburg).

## Geboren
- 26 april - Marcus Aurelius Antoninus, keizer van het Romeinse Keizerrijk (overleden 180)

## Overleden
- Cai Lun, Chinese eunuch en uitvinder van het papier